# Wei He
Wei He (kinesisk: 渭河, pinyin: Wèi Hé) er en flod i provinsen Shaanxi i det centrale Kina som løber fra vest til øst og ud i Den Gule Flods (Huang He) midterste løb. Floden er Huang Hes største biflod. 
Weidalen var en af kinesisk kultur tidligste vugger. Her lå hovedstæder og kulturelle nøglelsteder i en række dynastier, som Qin-, Han- og Tang-dynastierne.
Weis kilder er i amtet Weiyuan (渭源, som betyder «Weis kilde») i provinsen Gansu, mindre end 200 kilometer fra den Gule Flod ved Lanzhou. Men mens Huang He der svinger skarpt nordover for at slå sit store sving, løber Wei He 818 kilometer sydøst- og østover. Dens afvandingsområde er på 135.000 km². 
Millionbyen Xi'an er i dag den største by i Weidalen.